# Csecsemőhalandóság

A világ csecsemőhalandósága 2016-ban

A csecsemőhalandóság egy demográfiai mutató, az 1000 élve születésre jutó 1 éves kor alatti halálozások éves száma. A Földön az átlag 44, vagyis 1000 csecsemő közül 44 gyermek hal meg 1 éves kora előtt.
Mint minden világméretű összehasonlító statisztikának ez esetben is lehetnek problémák a pontosság területén az egyes országok sajátosságai miatt. A főbb okok a következőek:
- Hiányos adatgyűjtés. Elmaradott állami infrastruktúrával rendelkező országokban pontatlan lehet az adatgyűjtés. Adott esetben rosszabb, mint a hivatalos statisztika. Például Észak-Korea.
- Eltérő statisztikai módszerből eredő eltérés. Például országonként változik, hogy adott végzetes kimenetelű koraszülés az hányadik héttől számít bele a statisztikába.
- Területi minta nagyságából adódó pontatlanságok. Egy kisebb népességű ország esetén az általánosító mintavétel eredménye torzulhat. Például Monaco statisztikája a különböző években nagy eltéréseket mutatott (2009-ben 5., 2011-ben pedig „világelső” 1,79-dal). Jellemző, hogy a lista élvonalában sok az ún. törpeállam.

## A 2011-ben várható adatok egyes országokban

### Európában
- EU átlag: 4 (2015)[1]
- Svédország: 2,74
- Csehország: 3,73
- Hollandia: 4,59
- Magyarország: 5,31
- Románia: 11,2
- Bulgária: 16,68

### Ázsiában
- Szingapúr: 2,32
- Japán: 2,78
- Dél-Korea: 4,16
- Kína: 16,06
- Afganisztán: 149,2

### Afrikában
- Mauritius: 11,52
- Dél-Afrika: 43,20
- Ruanda: 64,04
- Nigéria: 91,54
- Angola: 175,90 (egész világon a legmagasabb)

### Észak- és Közép-Amerikában
- Anguilla: 3,47
- Kanada: 4,92
- Amerikai Egyesült Államok: 6,06
- Mexikó: 17,29
- Haiti: 54,2

### Dél-Amerikában
- Chile: 7,34
- Brazília: 21,17
- Peru: 22,18
- Guatemala: 26,02
- Bolívia: 42,16

### Ausztrália és Óceánia területén
- Ausztrália: 4,61
- Új-Zéland: 4,78
- Szamoa: 22,74
- Pápua Új-Guinea: 43,29
- Vanuatu: 46,85